# Llei orgànica de mesures de protecció integral contra la violència de gènere
La Llei Orgànica 1/2004, de 28 de desembre, de mesures de protecció integral contra la violència de gènere és una llei de l'ordenament jurídic espanyol amb caràcter de llei orgànica que regula els assumptes relatius a la violència de l'home contra la dona entesa com a fruit d'un aprenentatge cultural, anomenada violència de gènere.
L'exposició de motius d'aquesta llei manifesta que la violència de gènere «es tracta d'una violència que es dirigeix sobre les dones pel fet mateix de ser-ho, pel fet de ser considerades, pels seus agressors, mancades dels drets mínims de llibertat, respecte i capacitat de decisió». La Llei abasta aspectes preventius, educatius, socials, assistencials, sanitaris i penals i implica a set ministeris (Educació, Justícia, Interior, Treball i Assumptes Socials, Sanitat, Administracions Públiques i Economia).març 2019
Tot i les intencions del preàmbul citades anteriorment, a l'article 1 de l'esmentada Llei deixa clar que aquesta actuarà contra la violència exercida cap a les dones sempre que l'agressor sigui o hagi estat parella de la víctima.
| « | Article 1 Objecte de la Llei 1. Aquesta Llei té per objecte actuar contra la violència que, com a manifestació de la discriminació, la situació de desigualtat i les relacions de poder dels homes sobre les dones, exerceixen sobre aquestes els qui siguin o hagin estat els seus cònjuges o els qui estiguin o hagin estat lligats a elles per relacions similars d'afectivitat, fins i tot sense convivència. | » |

Va ser aprovada per unanimitat amb tots els vots a favor al Congrés de Diputats, i es va convertir així, en la primera llei integral contra la violència de gènere a Europa. El 2018 el govern d'Espanya va anunciar que seria modificada per adaptar-la al Conveni d'Istanbul, marc europeu sobre aquest tema adoptat el 2014.

## Antecedents
El 1974 es va crear la Federació d'Associacions de Dones Separades i Divorciades presidida per Ana María Pérez del Campo, la qual va iniciar els seus programes d'atenció a les dones víctima del maltractaments. El 1991 es va inaugurar el Centre de Recuperació Integral per a Dones, Nenes i Nens víctimes de la violència masclista desenvolupant un programa multidisciplinari de llarga durada i amb una perspectiva de gènere.
L'assassinat d'Ana Orantes el 17 de desembre de 1997 després d'exposar en una entrevista televisiva la violència a la qual havia estat sotmesa per part del seu exmarit, va marcar un punt d'inflexió en la consciència social sobre el problema de maltractaments contra les dones de manera sistematitzada. El que s'havia denominat històricament "violència domèstica" va adquirir una creixent importància en la societat i es va deixar de considerar una qüestió exclusivament pròpia de l'"àmbit privat".
Ja des del 1995 començà a mobilitzar-se amb intensitat el moviment contra la violència contra les dones. Durant els anys 1998 i 1999 les organitzacions de dones a Espanya implicades en la lluita contra la violència de gènere, que treballaven en l'estudi de la seva naturalesa i en l'atenció a les víctimes, van plantejar la necessitat d'una Llei Integral que l'afrontés en la seva globalitat i que assumís que la violència era un problema d'Estat i que era necessari afrontar-ho amb polítiques en tots els àmbits.
En la campanya electoral del 2000 el president del Govern José María Aznar, s'hauria compromès a afavorir l'elaboració d'una llei durant una trobada amb la Plataforma de Dones Artistes contra la Violència de Gènere celebrada al Palau de la Moncloa el 9 de febrer del 2000 a engegar una Llei Integral en cas d'arribar a governar, durant la campanya en diverses ocasions també Javier Arenas va assumir públicament la proposta.
Al desembre del 2001, el Grup Socialista registrà al Congrés dels Diputats la seva Proposició de Llei orgànica integral contra la violència de gènere.
Al Congrés de diputats, es va debatre la possibilitat d'una llei integral contra la violència de gènere a proposta del PSOE. El president va advocar per "mesures concretes" per lluitar contra la violència de gènere enfront de "lleis genèriques" com una norma integral proposta pel PSOE al Congrés dels Diputats i que va rebre el suport de tots els grups excepte el Partit Popular. El 10 de setembre de 2002, el PP va rebutjar en solitari al Congrés dels Diputats la proposta presentada pel PSOE de Llei integral contra la violència de gènere que va obtenir 151 vots a favor i 165 en contra. La presidenta de la Cambra va expulsar de l'hemicicle diversos col·lectius feministes que van esbroncar als diputats del PP per la votació.
En 2002, van perdre la vida a conseqüència de la violència de gènere 54 dones, mentre que el 2003, la xifra es va elevar a 68, un 30,7 per cent més que l'any anterior 3, existint una tendència a l'alça.
El 29 de setembre de 2003 es va aprovar la Llei orgànica 11/2003, de mesures concretes en matèria de seguretat ciutadana, violència domèstica i integració social dels estrangers. Aquesta llei resultà la primera llei amb atenció específica cap al col·lectiu de les dones maltractes per les seues parelles de sexe masculí.
Durant la campanya electoral de les eleccions del 14-M, José Luis Rodríguez Zapatero va anunciar que si arribava al govern el primer projecte de Llei remès al Congrés seria el de la Llei integral contra la violència de gènere.
El 7 de juny de 2004 es publicà l'avantprojecte de llei. Es va tramitar el 25 de juny i llavors va rebre el suport de totes les formacions polítiques tant en el primer tràmit de la Cambra baixa com al seu pas per la Cambra alta. Es va aprovar definitivament el 22 de desembre de 2004, i va ser la primera llei aprovada pel nou govern.abril 2019

## Objectius
La Llei orgànica 1/2004 té com a finalitat donar un tractament integral al problema del maltractament familiar, i en concret enfocat a la violència contra la dona, no només en les mesures estrictament penals del Títol IV del Codi penal agreujant tipus i ampliant la cobertura penal, sinó també de sensibilització, prevenció i detecció (Títol I), assistència social i jurídica (Títol II), tutela institucional (Títol III) i judicial (Títol V), psicològics, i econòmics. Els objectius són protegir la víctima, dissuadir l'agressor, i «protegir la part més feble humanitzant el Dret penal». Així, per exemple, es constitueixen organismes especialitzats com els Jutjats de Violència sobre la Dona i la Fiscalia contra la Violència sobre la Dona; i es realitzen canvis en l'Ordenament tot considerant com a delicte automàticament les faltes de lesions, amenaces i coaccions en el cas que el subjecte actiu del delicte sigui home i el subjecte passiu «qui sigui o hagi estat la dona de l'autor, o dona que estigui o hagi estat lligada a ell per una relació anàloga d'afectivitat, fins i tot sense convivència».
A més s'hi inclouen les mesures de protecció que es venien duent a terme en funció de la gravetat dels casos: la sortida de l'agressor del domicili, l'ordre d'allunyament, l'ordre de suspensió de les comunicacions i la privació de la pàtria potestat i custòdia de menors o la suspensió del règim de visites.
Per poder comunicar els casos de violència de gènere, s'habilita un telèfon d'ajuda institucional a la dona agredida, el 016, el qual està actiu permanentment (les 24 hores, els 7 dies de la setmana, i tots els dies de l'any), és gratuït i no deixa cap rastre en la factura del telèfon, per evitar que el maltractador descobreixi que la seva parella hi ha trucat.
Els avisos sobre casos de violència de gènere també poden ser realitzats a través de la xarxa, per qualsevol ciutadà, i aportant només les dades que vulgui sobre el cas i de si mateix (atès que no són denúncies), al web de Col·laboració Ciutadana.
Un article acadèmic del 2008 comenta com, malgrat anomenar-se "llei integral", en realitat se centra exclusivament en les agressions extremes en l'àmbit de la parella, en la violència de l'home contra la dona i ha suposat una millora de l'assistència a les víctimes i un enduriment de les penes dels agressors.

## Aplicació
El Ple del Congrés dels Diputats va aprovar per unanimitat el projecte de Llei orgànica de mesures de protecció integral contra la violència de gènere el 22 de desembre de 2004.
La Llei orgànica de mesures de protecció integral contra la violència de gènere es va publicar en el Butlletí Oficial de l'Estat el 29 de desembre de 2004.
La Llei orgànica de mesures de protecció integral contra la violència de gènere va entrar en vigor el 29 de gener de 2005, als trenta dies de la seva publicació, a excepció dels Títols IV i V (Capítol Penal i Judicial) que van entrar en vigor als sis mesos, és a dir, el 29 de juny de 2005.2019
El telèfon d'emergències de violència de gènere (en funcionament des del 6 d'octubre de 2007) va rebre entre el 3 de setembre de 2007 i el 30 de setembre de 2014 unes 461.806 telefonades, de les quals en la majoria dels casos qui cridava era la víctima.

## Consideracions sobre víctima i culpable segons el text de la llei
La llei integral contempla que en els procediments es respectaran els drets de la persona imputada, així com els drets de la víctima. Aquest equilibri està en tots els procediments penals, però per primera vegada amb la llei integral es crea l'estatut de la víctima de violència de gènere. El discurs de Vox argumentant que en els jutjats de violència de gènere es va contra la presumpció d'innocència, indirectament suggereix que els jutges estan prevaricant. D'altra banda cap llei autonòmica pot fer càstig punible. Com a comunitat autònoma des del punt de vista legislatiu i jurídic es poden millorar les condicions aportades per la llei nacional o donar suport a la víctima, però en cap cas en termes econòmics. El suport de cara a millorar condicions s'executa en l'àmbit del suport psicològic, jurídic etc. La llei tampoc garanteix la capacitat de facilitar cases segures a les víctimes, ja que per poder actuar en aquest sentit i hauria d'intervenir els serveis socialsmarç 2019
Drets de la víctima
Els articles que indiquen com acreditar l'estatus de víctima de violència de gènere són (art. 23, 26 i 27.b). Un cop acreditat aquest estatus de víctima, poden activar-se els drets de les víctimes, que queden reconeguts en els següents articles, així com Real Decrets i a la constitució, entre d'altres:
- Article 5 Sobre el dret a l'escolarització immediata
- Article 17.1 Sobre la situació de residència a Espanya de les dones estrangeres víctimes de violència de gènere
- Article 18 Sobre el dret a la informació
- Article 19 Sobre el dret a l'assistència social integral
- Article 19.2 Sobre l'autorització de residència i treball independent de les dones estrangeres reagrupades amb el seu cònjuge o parella
- Article 20 Sobre el dret a l'assistència jurídica gratuïta, immediata i especialitzada
- Article 21 Sobre drets laborals
- Article 22 Sobre els drets en matèria de treball i per a la inserció laboral
- Article 27 Sobre l'ajuda econòmica específica per a dones víctimes de violència de gènere amb especials dificultats per obtenir una feina
- Article 28 Sobre la propietat a l'accés a l'habitatge protegit i residències públiques per a gent gran
- Article 31 bis Sobre l'autorització de residència temporal i treball per circumstàncies excepcionals de dones estrangeres en situació irregular

## Posició del Tribunal Constitucional
Des de l'aprovació de la norma es van presentar gairebé 200 qüestions d'inconstitucionalitat (fins a l'any 2008) al·legant inconstitucionalitat per presumpta vulneració del dret a la igualtat. D'elles, el TC va admetre a tràmit 127 en relació amb de l'article 153.1 del Codi Penal modificat per la Llei de violència de gènere i que permet elevar les penes en els casos en què l'home sigui l'agressor i la dona la víctima. Al maig de 2008 el Tribunal Constitucional va avalar la llei integral. Set magistrats van votar a favor i cinc en contra de l'article que permet augmentar les penes en cas que el maltractador sigui l'home.
| «                                                             | Una agresión supone un daño mayor en la víctima cuando el agresor actúa conforme a una pauta cultural -la desigualdad en el ámbito de la pareja- generadora de gravísimos daños a sus víctimas, y dota así consciente y objetivamente a su comportamiento de un efecto añadido a los propios del uso de la violencia en otro contexto. Por ello, cabe considerar que esta inserción supone una mayor lesividad para la víctima. | » |
| — Fundamento 2.a, Sentencia 95/2008, Tribunal Constitucional. | |   |

El 2005 es presentaren dos recursos acusant d'inconstitucionalitat2019 la protecció preferent de la dona atorgada per la llei. Segons Mª Lluisa Maqueda Abreu, aquesta protecció especial es justifica per les dades de violència sobre la dona que són el percentatge més alt de les estadístiques judicials (Informe al Anteproyecto de Ley Orgánica integral de medidas contra la violencia ejercida sobre la mujer p16).

## Propostes de modificació (2018)
El Govern d'Espanya el 2018 va anunciar la reforma de la Llei integral contra la violència de gènere per adequar-la al Pacte d'estat contra la violència de gènere elaborat i aprovat al setembre de 2017 al Congrés de Diputats.abril 2019 La modificació se centrarà en una vintena d'articles a més de la introducció de canvis en l'esperit de la norma per ampliar el concepte de violència masclista als tipus d'agressions a les dones recollits en el Conveni d'Istanbul, ratificat per Espanya i inclosos en l'acord. Està previst incloure com a víctimes de violència de gènere també a les sotmeses a l'esclavitud del tràfic de persones; l'explotació, l'assetjament i l'agressió sexual, així com aquelles que sofreixin mutilació genital i matrimoni i esterilitzacions forçoses.
Al Congrés es va consensuar que les altres violències incloses en el Conveni d'Istanbul seran recollides en les estadístiques oficials, per tenir coneixement de les xifres reals i desenvolupar campanyes preventives. Com a exemple, es planteja el cas de Diana Quer, que de confirmar-se que fou un intent d'agressió sexual, es reflectiran en els recomptes.abril 2019

## Debat sobre el text de la llei
La llei ha sigut objecte de diversos debats:
- Tractar de resoldre un conflicte social per la via penal.
- La possibilitat que no canvie les causes estructurals de la violència.
- "Les conseqüències polítiques d'aplicar una mesura dirigida a les dones sense tindre en compte la seua pluralitat".
- "La limitació de l'accés als recursos i drets solament a través d'una denúncia".
- "L'adscripció quasi total de la dona en tant que víctima".
- "La conveniència d'aplicar la discriminació positiva en la tutela judicial".
- La distinció entre sexe i gènere i violència i agressió.

En promulgar-se la llei, va ser criticada per alguns sectors, que afirmaven que discriminava es homes heterosexuals per raó de sexe en el cas d'una acumulació de denúncies per causes lleus, contradient, segons ells, l'article 14 de la Constitució Espanyola, que estableix el principi d'igualtat «sense cap mena de discriminació per raó de sexe». El Tribunal Constitucional va declarar que no es produïa discriminació.
El jurista Francisco Serrano va afirmar el 2009 que «la Llei diu que tota dona, pel fet de ser dona, està en una situació de desigualtat, inferioritat, submissió respecte a la seva parella. Partim d'una ideologia falsa de discriminació de la dona pel fet de ser dona».
Alguns col·lectius, com COLEGAS i ALDARTE, van assenyalar com una feblesa de la llei que aquesta no incorporara la violència intragènere. Altres col·lectius LGTBI, com FELGTB i COGAM, demanaven una llei a part.
L'aspecte de protegir la víctima amb independència de la voluntat de la víctima és un aspecte controvertit de la norma. Aquesta protecció contra el consentiment de la víctima prové de la Llei Orgànica 15/2003, de 25 de novembre, que fa que les mesures de protecció siguen obligatòries fins i tot sense el consentiment de la víctima. Fins i tot una sentència judicial donà a conèixer aquesta característica. Aquesta protecció forçosa es considera que fa "persistir el mite de que [la dona] és incapaç de decidir por ella mateixa".
Malgrat que ha aconseguit donar a la violència de gènere una visibilització i una imatge negativa en la societat, M. Luisa Maqueda Abreu considera que les estratègies per a aconseguir-ho són equívoques i tenen costos excessius per al model de protecció jurídica i per a les seues beneficiàries, que passen a tindre un paper passiu.
El 2018 la norma és considerada obsoleta per diversos col·lectius i es reivindica com a referència modernitzada el Conveni d'Istanbul de marc europeu ratificat per Espanya i que inclou com a violència de gènere les agressions sexuals, la tracta, la mutilació genital, etc.

### Desinformació sobre denúncies falses
Des de l'aprovació de la llei ha estat recurrent la denúncia de l'existència de denúncies falses no obstant això, segons la memòria de la Fiscalia General entre 2009 i 2016 es van comptabilitzar 1.055.912 denúncies per agressions masclistes. D'aquest còmput total en 79 casos es va provar i es va executar una condemna per denúncia falsa, una xifra que representa el 0,0075 %. Segons la memòria, en aquests vuit anys, es van investigar només 194 casos per un delicte de "acusació i denúncia falsa", una dada que consideren que és un "escasíssim percentatge", ja que suposa el 0,18 % del total.
La magistrada de l'Audiència de Barcelona Maria Sanahuja va assenyalar que "moltes dones utilitzaven la llei per obtenir millors condicions en els processos civils de ruptures de parella". L'Associació Espanyola de Pares amb la Custòdia dels Fills va assegurar que «existeixen enregistraments d'advocats que diuen a les dones que interposin denúncies per maltractaments per quedar-se automàticament amb la custòdia». Alfredo Perdiguero, secretari general i portaveu del Sindicat Independent de Policia Espanyola (SIPE) va assenyalar que «un alt percentatge de les dones que interposen denúncies falses per maltractaments estan immerses en procés de separació o custòdia compartida i només busquen apartar al marit dels béns o dels fills. No són tots els casos, però moltes se n'aprofiten».
El diputat de Ciutadans Toni Cantó criticà l'aplicació de la llei fent referència a les denúncies falses. L'Observatori de Violència de Gènere va afirmar basant-se en la memòria de la Fiscalia General de l'Estat, que el nombre de denúncies falses en 2011 només va ser el 0,01 per cent del total. Aquest 0,01 % fa referència a les sentències per denúncia falsa on va haver-hi una denúncia prèvia per investigar aquest delicte. El 2011, de les de les 24 denúncies per denúncia falsa, 19 corresponien per acusació i denúncia falsa i 5 havien finalitzat sense condemna. No obstant això, s'ha denunciat l'ús d'aquestes xifres, posant com a exemple que el 2014 només un 20,10 % del total de denúncies instruïdes van acabar en sentència condemnatòria, i un 68,29 % va correspondre a desistiments i arxius, i un 11,60 % a sentències absolutòries. Una part dels sobreseïments (arxivament de la denúncia) podria correspondre a denúncies falses. o a retirades de denúncies, negatives a declarar o falta de proves. L'exjutge Francisco Serrano va afirmar que milers d'homes eren detinguts per denúncies falses, i la magistrada Vives Martínez va sol·licitar al CGPJ que revisés el text de la llei i analitzés les deficiències que hi existien.
L'any 2012 a Andalusia, en l'operació 'Pomelo' va desmantellar una xarxa que oferia a dones immigrants, sobretot marroquines, regularitzar la seva situació i accedir a ajudes públiques mitjançant falses denúncies per violència de gènere. Es van registrar 14 casos.
El 2017 Francesco Arguri exparella de Juana Rivas va denunciar la discriminació a l'home que aplica la llei espanyola. La presidenta de l'Observatori del Consell General del Poder Judicial (CGPJ), María Ángeles Carmona, va advertir sobre el fet que determinades entitats difonguin "mites sobre les denúncies falses en matèria de violència de gènere, i l'única cosa que provoquen és desvirtuar una greu xacra social» que aquest any s'ha cobrat la vida de 36 persones".
| Denúncies instruïdes      | 1.034.613 | 100 %   |
| Desistiments i arxivades  | 706.568   | 68,29 % |
| Sentències absolutòries   | 120.048   | 11,60 % |
| Sentències condemnatòries | 207.997   | 20,10 % |

L'advocada Antonia Alba, membre d'Igualdad Real, en contra de totes les dades que indiquen el contrari, afirmà el 2018 que les denúncies falses són quelcom important a tindre en compte, fent referència especialment a que el 80% de les denúncies acaben en arxivament o en sobreseïment i no són investigades per si són casos de simulació de delicte o denúncia falsa. D'altra banda, en l'Estudio sobre la aplicación de la ley integral contra la violencia de género por las audiencia provinciales dut a terme pel Consell General del Poder Judicial l'any 2016, en l'apartat 'Sobre las supuestas denuncias falsas de las mujeres' indica el següentː 
| «                                    | En la edición actualizada al año 2013 de la Guía de Criterios de Actuación Judicial frente a la Violencia de Género, llamábamos la atención sobre como "con demasiada frecuencia se alude a que muchas de las denuncias presentadas ante los JVM son falsas u obedecen a una especie de estrategia procesal de algunas mujeres o de sus abogados/as para conseguir una posición de partida ventajosa en la separación o el divorcio que han entablado o pretenden entablar", añadiendo que debía "rechazarse de forma contundente esta afirmación pues no sólo no responde a la realidad sino que, además, banaliza peligrosamente esta forma de delincuencia, cuestionando el derecho de las mujeres que la sufren a obtener la tutela judicial efectiva." Esa afirmación venía avalada por las conclusiones del estudio anterior en el que se recogía tan solo un caso en el que se acordaba deducir testimonio por denuncia falsa en el conjunto de las 530 Sentencias analizadas. | » |
| — Consejo General del Poder Judicial | |   |

## Balanç als 15 anys de l'aplicació de la llei
Al 2019 es compliren 15 anys de l'implementació de la llei. Fent balanç, la jutgessa titular del Jutjat de violència sobre la dona número 2 de Barcelona, Francisca Verdejo, afirma que no s'ha aconseguit reduir la violència de gènere d'acord amb les expectatives que s'havien generat, i que la llei no ha aconseguit implicar la societat i que la societat vegi la violència de gènere com un problema que afecta absolutament a tothom. També apunta que el reconeixement no es produirà si no s'actua com diu la llei, i que encara hi ha força mancances en l'àmbit preventiu, que implica a metges, família, escola i altres actors.
L'article I de la llei diu: "La violència de gènere no és un problema que afecti l'àmbit privat. Al contrari, es manifesta com el símbol més brutal de la desigualtat existent en la nostra societat". Segons Verdejo, "Aquesta definició limita el concepte de violència de gènere i es queda curta. Ja des de l'exposició de motius i el preàmbul de la llei s'està eliminant del concepte de violència de gènere, un tipus de violència que és bastant important i que les dones pateixen de manera indirecta. Per exemple, en el delicte d'impagament de pensions el subjecte que pateix l'impagament no és la dona, és el menor, però en moltes accions es deixa de pagar la pensió per fastiguejar a la dona. Aquest delicte està extret de l'àmbit competencial dels Jutjats de Violència sobre la Dona ia més la llei exclou expressament la violència econòmica".

### Amenaçes a la llei
La jutgessa Francisca Verdejo, atribueix els discursos sobre la violència de gènere per part del PP i de Vox que es van donar, fins i tot amb dades falses, en el context de les eleccions al Parlament d'Andalusia de 2018, a una estratègia per captar vots. Tanmateix, també apunta que quan el PP o Vox no parlen de violència de gènere sinó de "violència domèstica" o "intrafamiliar", van contra l'esperit de la llei integral contra la violència de gènere, i que aquest tipus de declaracions estan obviant el contingut de la Constitució i la jurisprudència del Tribunal Suprem i la doctrina constitucional.